# 卡尔·冯·奥伯坎普
卡尔·冯·奥伯坎普（Karl von Oberkamp，1893年10月30日—1947年5月4日）是一名纳粹德国武装党卫队高级军官，也是第二次世界大战战犯。他曾指挥过親衛隊第7師、 党卫队第38掷弹兵师“尼伯龙根” 以及親衛隊第5軍。
第二次世界大战结束后，冯·奥伯坎普被引渡到南斯拉夫，他因战争罪行接受审判。最終他被判处死刑。1947年5月4日，卡尔·冯·奥伯坎普在贝尔格莱德被绞死。